# Iwan Szczokin
Iwan Szczokin, biał. Іван Шчокін, ros. Иван Григорьевич Щёкин, Iwan Grigorjewicz Szczokin (ur. 15 lipca 1944 w Kagułu, Mołdawska SRR, zm. 22 stycznia 2000 w Soligorsku, Białoruś) – białoruski piłkarz, grający na pozycji napastnika, trener piłkarski.

## Kariera piłkarska

### Kariera klubowa
W 1966 roku rozpoczął karierę piłkarską w drużynie Dwina Witebsk. W następnym roku przeszedł do Spartaka Brześć, gdzie występował przez 8 lat (w międzyczasie klub zmienił nazwę na Buh) i zakończył karierę w 1975.

## Kariera trenerska
Karierę szkoleniowca rozpoczął w 1978 roku. Najpierw pomagał klub Dynama Brześć. Latem 1978 po przeniesieniu trenera Eduarda Małofiejewa do głównego klubu Dynama ze stolicy Białorusi, został mianowany na stanowisko głównego trenera Dynama z Brześcia. 26 maja 1982 przez źle wyniki na starcie sezonu został zwolniony z zajmowanego stanowiska. Wtedy poszedł uczyć się w Wyższej Szkole Trenerskiej w Moskwie, a po jej ukończeniu na początku 1985 ponownie stał na czele klubu Dynama Brześć. Na początku 1987 został zaproszony do sztabu szkoleniowego Dynama Mińsk, gdzie pracował do 1991 roku. A w 1992 został głównym trenerem drużyny rezerw klubu, która pod nazwą Dynama-2 Mińsk zdobyła awans do pierwszej ligi białoruskiej. W następnym sezonie klub wyodrębnił się i z nazwą Biełaruś Mińsk uczestniczył w rozgrywkach ekstraligi Białorusi. W 1993 klub po raz kolejny zmienił nazwę na Dynama-93 Mińsk. W sierpniu 1994 został ponownie zaproszony do Dynama Mińsk, tym razem na stanowisko głównego trenera. 26 maja 1997 podał się do dymisji, a już 20 lipca 1997 objął stanowisko głównego trenera Szachciora Soligorsk.
22 stycznia 2000 zginął w Soligorsku skacząc głową w dół do basenu, w którym akurat nie było wody. Został pochowany na Cmentarzu Wschodnim w Mińsku.

## Sukcesy i odznaczenia

### Sukcesy piłkarskie
Dynamo Brześć
- brązowy medalista Klasy B ZSRR i awans do Klasy A II grupy ZSRR: 1968

### Sukcesy trenerskie
Dynamo-93 Mińsk
- wicemistrz Białorusi: 1994
- brązowy medalista Mistrzostw Białorusi: 1993
- mistrz Drugiej Ligi Białorusi: 1992

Dynamo Mińsk
- mistrz Białorusi: 1994/95, 1995
- wicemistrz Białorusi: 1996
- finalista Pucharu Białorusi: 1996

### Odznaczenia
- tytuł Mistrza Sportu ZSRR
- tytuł Zasłużonego Trenera Białoruskiej SRR: 1989